# Ishobel Ross
Ishobel Ross (Isola di Skye, 18 febbraio 1890 – 1965) è stata un'infermiera e diarista scozzese.
Durante la prima guerra mondiale entrò a far parte degli Ospedali Femminili Scozzesi per il servizio estero dopo aver ascoltato una conferenza di Elsie Inglis. Trascorse un anno sul fronte balcanico e tenne un diario delle sue esperienze. Il suo diario è stato successivamente pubblicato col titolo Little Grey Partridge: First World War Diary of Ishobel Ross Who Served with the Scottish Women's Hospitals in Serbia (Piccola pernice grigia: Diario della Prima Guerra Mondiale di Ishobel Ross, che ha prestato servizio con gli Ospedali delle Donne Scozzesi in Serbia).

## Primi anni
Ishobel Ross nacque il 18 febbraio 1890 sull'Isola di Skye. Era la quarta di sei figli di James Ross, che ideò e sviluppò il liquore Drambuie.
Frequentò l'Edinburgh Ladies College e in seguito fu insegnante di cucina presso la Atholl Crescent School of Domestic Science.

## Prima Guerra Mondiale
Poco dopo lo scoppio della prima guerra mondiale nel 1914, Ross ascoltò Elsie Inglis tenere una conferenza sugli Scottish Women's Hospitals for Foreign Service.
Si offrì volontaria per unirsi alla Inglis in Serbia per la creazione di un'unità ospedaliera nella parte anteriore del teatro dei Balcani. Si imbarcò per la Grecia sulla nave ospedale Dunluce Castle e arrivò a Salonicco il 22 agosto 1916. L'unità si unì a un gruppo di australiani e alla dottoressa neozelandese Agnes Bennett. Prima di entrare a far parte dell'unità degli Scottish Women's Hospitals for Foreign Services, la Ross fu inizialmente addestrata come cuoca. Imparò il serbo e il russo per comunicare con i soldati. Sviluppò una simpatia per i serbi durante la sua permanenza in Grecia. Durante la sua permanenza al fronte, incontrò Flora Sandes, una donna britannica che aveva combattuto con l'esercito serbo.
Ishobel Ross tornò in Gran Bretagna nel luglio 1917.

## Diario
La Ross tenne un diario durante il suo servizio. La parte del diario che è stata pubblicata inizia con il suo viaggio in Grecia e termina con il suo ritorno in Gran Bretagna nel luglio 1917. Il suo incipit nel diario del 12 settembre 1916, ''Il bombardamento è iniziato'', registrava gli eventi di quel giorno:
Durante il suo periodo con l'unità, la Ross si unì alla Ingles nella visita alle trincee dove seppellirono alcuni dei soldati caduti. La Ross in seguito scrisse nel suo diario: "Che spettacolo terribile vedere i corpi semisepolti e dappertutto disseminati di proiettili, buste delle lettere, maschere antigas, proiettili vuoti e pugnali'.

## Scritti
- Ishobel Ross, Little Grey Partridge: First World War Diary of Ishobel Ross who served with the Scottish Women's Hospitals unit in Serbia [Piccola pernice grigia: Diario della Prima Guerra Mondiale di Ishobel Ross, che ha prestato servizio con gli Ospedali delle Donne Scozzesi in Serbia], Aberdeen University Press, 1988, ISBN 0-08-036419-5.

## Eredità
Si sposò ed ebbe una figlia, Jess Dixon. Dopo la morte la sua morte 1965 sua figlia fece in modo che il diario fosse di dominio pubblico e informò la Aberdeen University Press della sua esistenza. Fu pubblicato come Little Grey Partridge: First World War Diary of Ishobel Ross Who Served with the Scottish Women's Hospitals in Serbia (Piccola pernice grigia: Diario della Prima Guerra Mondiale di Ishobel Ross, che ha prestato servizio con gli Ospedali delle Donne Scozzesi in Serbia) nel 1988. Le infermiere di guerra ricevettero dai soldati il soprannome di piccole pernici grigie. Il diario ricevette una recensione caustica da Lesley Hall in Medical History, che si è lamentata della mancanza di descrizioni vivide e ha scritto che "dalla sua descrizione, prestare servizio in un ospedale da campo sul fronte serbo era strettamente equivalente a un campo per guide femminili".